# Angelina Wirges
Angelina Wirges (* 17. Juni 2002) ist eine deutsche Tennisspielerin.

## Karriere
Angelina Wirges begann mit sechs Jahren mit dem Tennisspielen und bevorzugt Hartplätze. Sie spielt bislang vor allem auf der ITF Women’s World Tennis Tour, wo sie bislang zwei Titel im Doppel gewinnen konnte.
2015 und 2017 wurde Wirges niedersächsische Landesmeisterin im Dameneinzel. Außerdem erhielt sie eine Wildcard für das Hauptfeld im Dameneinzel des ITF Future Nord, wo sie aber in der ersten Runde Thaisa Grana Pedretti mit 4:6 und 1:6 unterlag. Im Doppel erhielt sie zusammen mit ihrer Partnerin Alicia Melosch ebenfalls eine Wildcard und das Duo konnte mit Siegen in den ersten beiden Runden bis ins Halbfinale vorrücken, wo sie dann aber den späteren Siegerinnen Lisa Ponomar und Albina Xabibulina mit 1:6 und 2:6 unterlagen. Bei den Braunschweig Women’s Open 2017 scheiterte sie an der Seite von Partnerin Arina Gabriela Vasilescu bereits in der ersten Runde des Damendoppels.
2018 erhielt sie eine Wildcard für das Hauptfeld des Dameneinzels bei den Leipzig Open, wo sie in der ersten Runde Isabella Schinikowa mit 4:6 und 4:6 unterlag. Bei den Nationalen Deutschen Hallen-Tennismeisterschaften 2018 unterlag sie in der ersten Runde Lara Schmidt mit 6:4, 3:6 und 0:6. Im Mixed erreichte sie an der Seite von Stefan Seifert das Halbfinale.
2019 gewann sie an der Seite ihrer Partnerin Santa Strombach das J1 Berlin im Damendoppel. Für den BMW AHG Cup erhielt sie abermals eine Wildcard für das Hauptfeld im Dameneinzel, wo sie in der ersten Runde der topgesetzten Katharina Gerlach mit 3:6 und 1:6 unterlag. Im Doppel trat sie an der Seite von Chiara Scholl an. Die beiden unterlagen im Viertelfinale der Schweizer Paarung Jenny Dürst und Chiara Grimm nur knapp mit 6:1, 1:6 und [8:10]. Bei den Nationalen Deutschen Hallen-Tennismeisterschaften 2019 kam sie im Dameneinzel mit einem Sieg über Fabienne Gettwart ins Achtelfinale, wo sie Romy Kölzer mit 4:6, 7:5 und 2:6 unterlag.
2020 wollte Wirges an allen vier Grand-Slam-Turnieren des Jahres teilnehmen, konnte dann aber Pandemie-bedingt nur bei den Australian Open und French Open starten. Bei den Australian Open konnte sie im Juniorinneneinzel mit einem Sieg über Oxana Selechmetjewa die zweite Runde erreichen, wo sie dann aber Melania Delai mit 1:6 und 4:6 unterlag. Im Juniorinnendoppel scheiterte sie an der Seite von Guillermina Grant bereits in der ersten Runde. Im Juniorinneneinzel der French Open unterlag sie in der ersten Runde Amarissa Tóth ebenso wie an der Seite von Mara Guth im Juniorinnendoppel. Bei den Nationalen Deutschen Hallen-Tennismeisterschaften 2020 im Dezember erreichte sie das Viertelfinale im Dameneinzel, wo sie dann gegen Selina Dal mit 1:6 und 3:6 verlor.
2021 wurde Wirges im Juni nordostdeutsche Meisterin im Dameneinzel. Anschließend startete sie an der Seite von Mara Guth im Damendoppel der Braunschweig Women’s Open, wo die beiden mit einem 6:2 und 6:3-Sieg gegen Oana Gavrilă und Jekaterina Kasionowa ins Viertelfinale einzogen, wo sie aber dann Tamira Paszek und Chiara Scholl mit 4:6 und 5:7 unterlagen. Beim ITF Future Nord kam sie sowohl im Einzel als auch im Doppel ebenso nicht über eine Erstrundenteilnahme hinaus.
In der deutschen Tennis-Bundesliga trat sie 2017 in der 2. Liga und nach dem Aufstieg 2018 und 2019 in der 1. Liga, sowie 2021 wieder in der 2. Liga für den DTV Hannover an.

## Turniersiege

### Doppel
| Nr. | Datum           | Turnier                    | Kategorie | Belag     | Partnerin      | Finalgegnerinnen                 | Ergebnis         |
| --- | --------------- | -------------------------- | --------- | --------- | -------------- | -------------------------------- | ---------------- |
| 1.  | 13. Januar 2024 | Fort-de-France             | ITF W15   | Hartplatz | Laura Böhner   | Ashton Bowers Briana Szabó       | 3:6, 6:0, [10:8] |
| 2.  | 26. Juli 2025   | Las Palmas de Gran Canaria | ITF W15   | Sand      | Victoria Allen | Sravya Chilakalapudi Emma Kamper | 6:1, 2:6, [10:6] |